# Co Chevallier
Dirgiena Jacoba (Co) Chevallier (Veldwijk, 25 december 1880 - De Bilt, 2 april 1951) was een Nederlands grafisch ontwerper, illustrator, schilder en tekenaar.

## Levensloop
Chevallier werd geboren op 25 december 1880 op landgoed Veldwijk, nabij Ermelo. Ze was de dochter van Mathile Jaques Chevallier en Clara Gips. Haar vader, de heer van Veldwijk, was een filantroop die zich inzette voor mensen met een verstandelijke beperking. Hij was een van de oprichters van de Vereniging tot Christelijke verzorging van Krankzinnigen en Zenuwlijders.
Op 2 oktober 1913 trouwde ze in Zeist met Louis Henri Daniëls. Na dertien jaar, in 1926, scheidden zij. Vanaf 1930 woonde en werkte ze in Amsterdam. In 1941 verhuisde ze naar Bilthoven waar ze aan de Soestdijkseweg 332 ging wonen. Ze overleed in De Bilt op 2 april 1951. Chevallier werd begraven op begraafplaats ‘Den en Rust’ in Bilthoven.

## Loopbaan
Chevallier werd vooral bekend door haar tekeningen van dieren. Tussen 1930 en 1941 werkte ze veelvuldig in Artis. Ze had goed contact met directeur dr. Armand Sunier. Met eenvoudige lijnen en subtiel kleurgebruik wist ze het karakter van dieren weer te geven. Ook legde ze in haar werk de nadruk op menselijke aspecten die in dieren te herkennen zijn. Enkele van haar werken zijn opgenomen in de collectie van Artis.
Haar werk is meerdere malen tentoongesteld. Zo was haar werk in 1918 onderdeel van een tentoonstelling in het Stedelijk Museum Amsterdam. In 1939 was haar werk te zien in kunstkelder ‘Ars Longa’ en in 1941 bij een tentoonstelling in het Raadhuis van Zandvoort. Ze was bevriend met onder meer kunstenaars Jaap Kaas en Sam van Beek.
Chevallier illustreerde meerdere boeken. In 1939 illustreerde zij het boek Dieren vragen onze aandacht dat geschreven werd door Truus Eygenhuysen. De clichés van de tekeningen van Chevallier raakte tijdens de Tweede Wereldoorlog verloren. Voor de derde druk van het boek in 1946 werd het om die reden in afgeslankte vorm uitgebracht waarbij enkel de overgebleven tekeningen werden gebruikt. Voor het boek De dierenwereld en wij van dr. Anton Frederik Johan Portielje dat uitkwam in 1959, acht jaar na het overlijden van Chevallier, werden haar illustraties gebruikt.  

## Werken (selectie)
- Illustraties Dieren vragen onze aandacht van Truus Eygenhuysen (1939)[7]
- Illustraties Trippeltje de geschiedenis van een hondje van Marjan van Hattum[2]
- Illustraties Dotje de zoon van Trippeltje van Marjan van Hattum[2]
- Illustraties Krabbels van en over dieren door Siegfried van Praag (1947)[10]
- Illustraties Welk dier vind ik hier? van dr. Anton Frederik Johan Portielje (1949)[11]
- Illustraties De dierenwereld en wij van dr. Anton Frederik Johan Portielje (1959)[12]

## Galerij

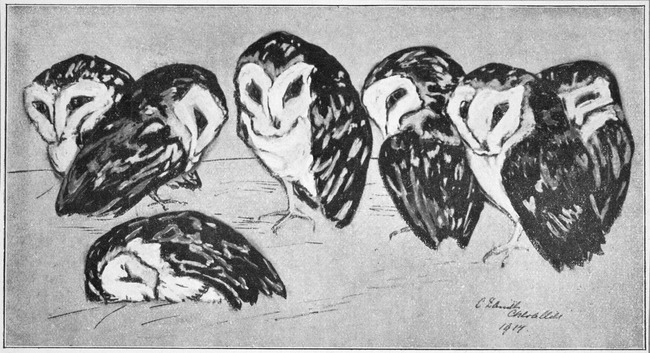
Uilen (1914)
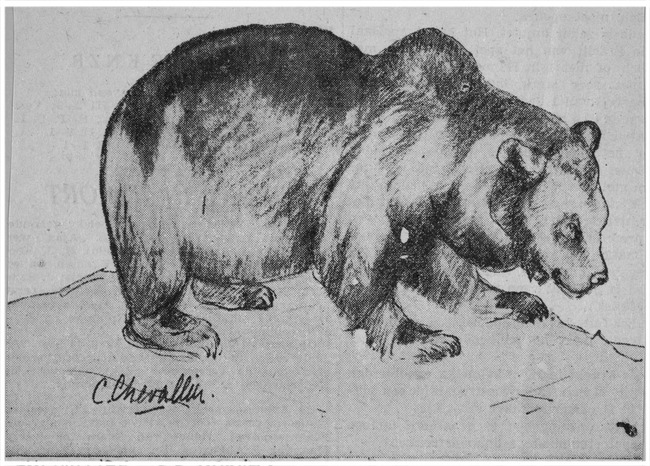
Beer
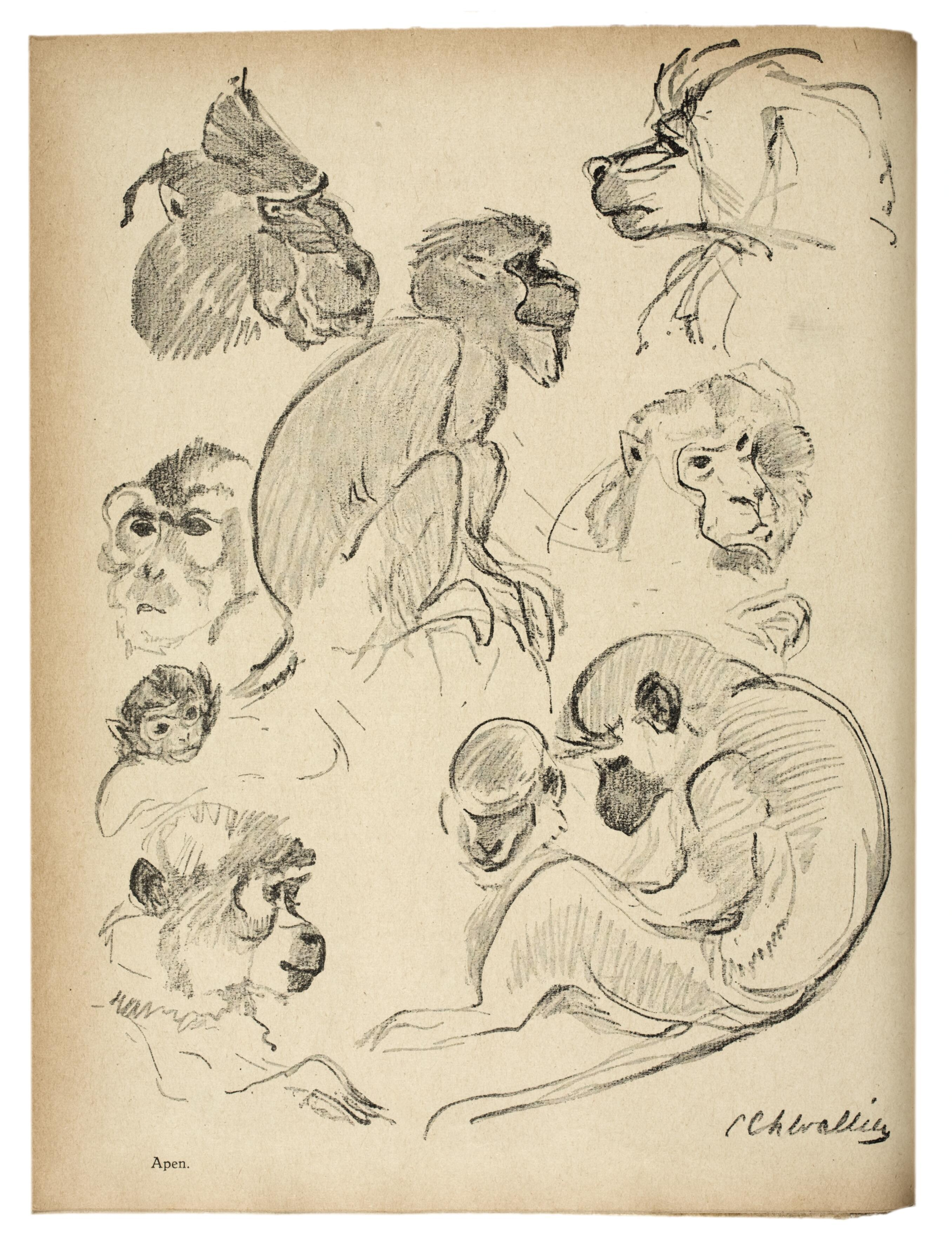
Apen
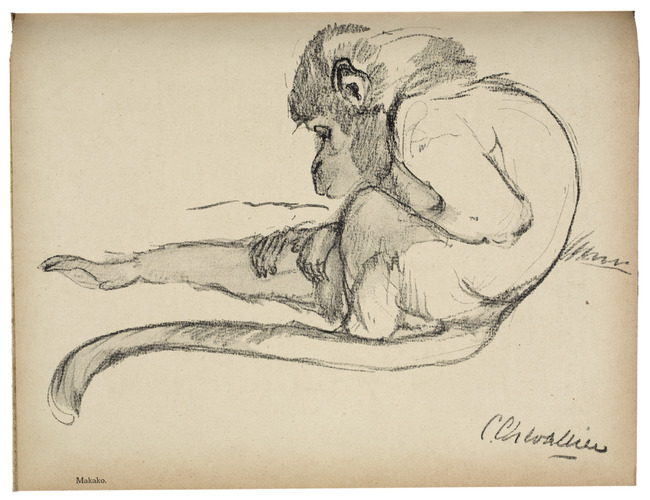
Makako
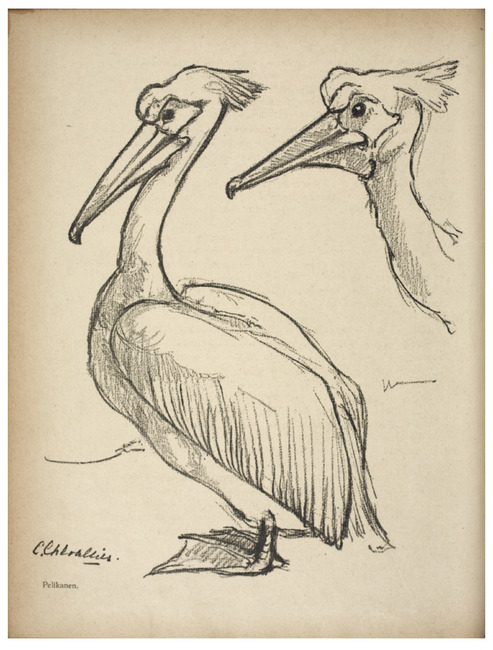
Pelikanen
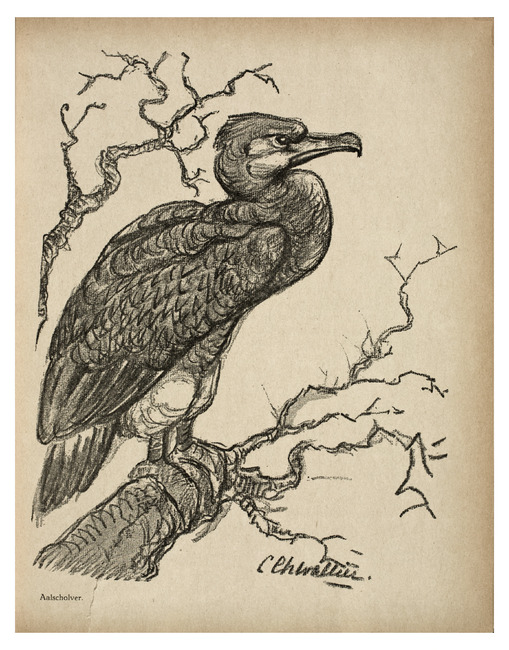
Aalscholver

- Biografisch Portaal: 63271460
- Digitale Bibliotheek voor de Nederlandse Letteren: chev013
- RKD-Nederlands Instituut voor Kunstgeschiedenis: 16625
- Union List of Artist Names: 500558370
- Virtual International Authority File: 282721375